# Hemingford (Nebraska)
Hemingford est un village du comté de Box Butte, dans l'État du Nebraska, aux États-Unis. En 2020, il comptait une population de 787 habitants.